# Alessandro Re
Alessandro Re (Milano, 20 luglio 1986) è un hockeista su ghiaccio italiano.

## Carriera
Alessandro Re crebbe nel settore giovanile dei Milano Vipers, disputando tuttavia nel corso delle stagioni pochi incontri, tra la prima squadra in Serie A e la seconda squadra in Serie C Under 26. Nella stagione 2007-2008 giocò alcuni incontri per il farm team del Milano, l'HC Varese.
Allo scioglimento dei Vipers Re entrò a far parte del roster dei Milano Rossoblu, iscritti nella Serie A2. Nel dicembre del 2009 fu chiamato in Serie A dal Pontebba per giocare l'incontro con il Cortina. Nei campionati successivi Re fu confermato nella rosa del Milano. Al termine del campionato 2011-2012 conquistò la promozione in Serie A venendo confermato per la stagione successiva.
Dopo tre stagioni in massima serie, il Milano Rossoblu si retrocesse volontariamente in seconda serie, e Re rimase, passando da capitano alternativo (ruolo che ricopriva fin dal 2011), a capitano della squadra.

## Palmarès

### Club
- Campionato italiano: 2

Milano Vipers: 2003-2004, 2004-2005
- Campionato italiano - Serie A2: 1

Milano Rossoblu: 2011-2012
- Coppa Italia: 2

Milano Rossoblu: 2016-2017, 2017-2018